# Iryna Kurachkina
Iryna Kurachkina (Ірына Аляксандраўна Курачкіна; Kruhlaye, 17 de junho de 1994) é uma lutadora de estilo-livre bielorrusa, medalhista olímpica.

## Carreira
Kurachkina participou dos Jogos Olímpicos de Verão de 2020 em Tóquio, onde participou do confronto de peso leve, conquistando a medalha de prata após disputa com a japonesa Risako Kawai.